# 切比雪夫不等式
切比雪夫不等式（英語：Chebyshev's Inequality），是概率论中的一个不等式，顯示了隨機變量的「幾乎所有」值都會「接近」平均。在20世纪30年代至40年代刊行的书中，其被称为比奈梅不等式（Bienaymé Inequality）或比奈梅-切比雪夫不等式（Bienaymé-Chebyshev Inequality）。切比雪夫不等式对任何分布数据都适用。
切比雪夫不等式可表示为以下形式：对于任何随机变量 {\displaystyle X} 和实数 {\displaystyle b>0}，都有 {\displaystyle P(|X-E(X)|\geq b)\leq {\frac {Var(X)}{b^{2}}}}，其中 {\displaystyle E(X)} 表示 {\displaystyle X} 的数学期望，{\displaystyle Var(X)} 为 {\displaystyle X} 的方差。

## 概念
這個不等式以數量化這方式來描述，究竟「幾乎所有」是多少，「接近」又有多接近：
- 與平均相差2個標準差以上的值，數目不多於1/4
- 與平均相差3個標準差以上的值，數目不多於1/9
- 與平均相差4個標準差以上的值，數目不多於1/16

......
- 與平均相差k個標準差以上的值，數目不多於1/k2

舉例說，若一班有36個學生，而在一次考試中，平均分是80分，標準差是10分，我們便可得出結論：少於50分或多於110分（與平均相差3個標準差以上）的人，數目不多於4個（=36*1/9）。

公式：{\displaystyle P(\mu -k\sigma <X<\mu +k\sigma )\geq 1-{\frac {1}{k^{2}}}}

## 推论

### 測度論說法
設(X,Σ,μ)為一測度空間，f為定義在X上的廣義實值可測函數。對於任意實數t > 0，
{\displaystyle \mu (\{x\in X\,:\,\,|f(x)|\geq t\})\leq {1 \over t^{2}}\int _{X}f^{2}\,d\mu .}
一般而言，若g是非負廣義實值可測函數，在f的定義域非降，則有
{\displaystyle \mu (\{x\in X\,:\,\,f(x)\geq t\})\leq {1 \over g(t)}\int _{X}g\circ f\,d\mu .}
上面的陳述，可透過以|f|取代f，再取如下定義而得：
{\displaystyle g(t)={\begin{cases}t^{2}&{\mbox{if }}t\geq 0\\0&{\mbox{otherwise,}}\end{cases}}}

### 概率論說法
設{\displaystyle X}為隨機變量，期望值為{\displaystyle \mu }，标准差為{\displaystyle \sigma }。對於任何實數k>0，
{\displaystyle \Pr(\left|X-\mu \right|\geq k\sigma )\leq {\frac {1}{k^{2}}}.}

### 改進
一般而言，切比雪夫不等式給出的上界已無法改進。考慮下面例子：
{\displaystyle \Pr(X=1)=\Pr(X=-1)=1/(2k^{2})}
{\displaystyle \Pr(X=0)=1-1/k^{2}}
這個分布的標準差{\displaystyle \sigma =1/k}，{\displaystyle \mu =0}。
对于任意分布形态的数据，根据切比雪夫不等式，至少有 {\displaystyle 1-1/k^{2}} 的数据落在k个标准差之内。其中k>1，但不一定是整数。
當只求其中一邊的值的時候，有Cantelli不等式：
{\displaystyle \Pr(X-\mu \geq k\sigma )\leq {\frac {1}{1+k^{2}}}.} （页面存档备份，存于）

## 證明
定義{\displaystyle ~A_{t}:=\{x\in X\mid f(x)\geq t\}}，設{\displaystyle 1_{A_{t}}}為集{\displaystyle ~A_{t}}的指示函数，有
{\displaystyle 0\leq g(t)1_{A_{t}}\leq g\circ f\,1_{A_{t}}\leq g\circ f,}
{\displaystyle g(t)\mu (A_{t})=\int _{X}g(t)1_{A_{t}}\,d\mu \leq \int _{A_{t}}g\circ f\,d\mu \leq \int _{X}g\circ f\,d\mu .}
又可從馬爾可夫不等式直接證明：馬氏不等式說明對任意隨機變量Y和正數a有{\displaystyle \Pr(|Y|>a)\leq \operatorname {E} (|Y|)/a}。取{\displaystyle Y=(X-\mu )^{2}}及{\displaystyle a=(k\sigma )^{2}}。
亦可從概率論的原理和定義開始證明：
{\displaystyle \Pr(|X-\mu |\geq k\sigma )=\operatorname {E} (I_{|X-\mu |\geq k\sigma })=\operatorname {E} (I_{[(X-\mu )/(k\sigma )]^{2}\geq 1})}
{\displaystyle \leq \operatorname {E} \left(\left({X-\mu  \over k\sigma }\right)^{2}\right)={1 \over k^{2}}{\operatorname {E} ((X-\mu )^{2}) \over \sigma ^{2}}={1 \over k^{2}}.}